# مسیح دانشوری
مسیح دانشوری (زاده ۱۲۷۸ کاشمر(ترشیز) – درگذشته ۲۵ تیر ۱۳۵۶)نخستین پزشک متخصص ریه ایران بود. پدرش سیدعلی دانشوری ملقب به «حافظ الصحه مجد الحکما» و در زمان خود پزشک (طبیب)ی کاردان بوده‌است.

## زندگی‌نامه
مسیح دانشوری در سال ۱۲۷۸ در شهر نیشابور به‌دنیا آمد. سه سال بعد خانواده وی به ترشیز نقل مکان می‌کنند و او تحصیلات ابتدایی را در ترشیز (نام قبلی کاشمر) آغاز می‌کند و تا کلاس ۶ دبستان در آنجا مشغول به تحصیل می‌شود. سپس پدرش جهت ادامه تحصیل او را به مشهد می‌فرستد. پس از ۲ سال به مدرسه فرانسوی «سن لوئی» تهران اعزام و به رشته پزشکی علاقه‌مند شد و در سال۱۳۰۲ جهت تحصیل در رشته طب به فرانسه رفت و در رشته بیماریهای ریوی و سل فارغ‌التحصیل شد و پس از مدتی در سال ۱۳۱۶ آسایشگاه سل شاه آباد را در محل کنونی بیمارستان مسیح دانشوری بنیان گذاشت. مسیح دانشوری در سال ۱۳۵۶ در تهران درگذشت.

## تاریخچه پژوهشکده دکتر مسیح دانشوری
بنای اولیه بیمارستان دکتر مسیح دانشوری در سال ۱۲۷۳ جهت مداوای بیماری ریوی مظفرالدین شاه قاجار و به توصیه پزشک معالج او احداث شد. پس از آن، مسیحِ دانشوری، کاخ مظفری را در شمالی‌ترین نقطهٔ تهران (شاه آباد سابق و دارآباد فعلی) به یک مدرسهٔ پرستاری تبدیل کرد. سال‌ها بعد(۱۳۷۱ه‍.ش) علی اکبر ولایتی با همراهی چند تن از استادان پزشکی (مسجدی، طباطبایی، حسنتاش و بهادری) مرکزِ تحقیقات سل و بیماری‌های ریوی که در محوطهٔ فیزیکی این مرکز پزشکی قرار دارد را تأسیس نمودند و در سال ۱۳۷۷ با ادغام این مرکز با بیمارستان مسیح دانشوری، «مرکز آموزشی، پژوهشی و درمانیِ سل و بیماری‌های ریویِ دکتر مسیح دانشوری»، پایه‌گذاری شد.